# Матвеев, Георгий Петрович
Гео́ргий Петро́вич Матве́ев (1875—1960) — русский революционер и художник, основатель школы хохломской росписи в городе Семёнове.

## Биография

### Начало творческого пути
Матвеев родился в селе Ульяново Лукояновского уезда.
Работал каменщиком, плотником, чертёжником. В 1897 году прибывает в Нижний Новгород, где поступает на работу в Нижегородский ярмарочный комитет. Гимназисты Глеб и Георгий Бехли помогают ему подготовиться к сдаче экзаменов за 6 классов реального училища. После знакомства с Горьким, Яковом Свердловым начал революционную деятельность в рядах РСДРП. Матвеев принимал активное участие в деятельности этой организации. Вот что вспоминал он о том времени:

«Я тоже стал посещать этот кружок и там познакомился с Я. М. Свердловым, В. М. Свердловым, Н. И. Гурвичем, Доброхотовыми, Н. В. Синёвой и др»… «Молодые товарищи решили заняться мной по всем вопросам грамотности… приглашали… на вечеринки, где читали запрещённую литературу, знакомили с политическими происшествиями за границей и в городах России».
— "Автобиография"
В качестве лекторов и пропагандистов в кружках организации выступали известные нижегородские большевики Е. И. Пискунова, В. А. Десницкий, А. Н. Сысин и другие. Члены организации изучали произведения Ф. Лассаля, К. Маркса. В. Ленина, распространяли «Искру», печатали листовки и прокламации «О проводах Горького», «Объяснение закона о штрафах», «Ко всем нижегородцам от нижегородских студентов», «Первое мая» и другие.

«Вместе с Я. М. Свердловым и Н. И. Гуревичем я печатал листовки на гектографе, который хранился у родственницы Н. А. Бугрова на ул. Телячьей(ул. Гоголя)…»
— "Автобиография"
Примерно в это время он обучается в художественной школе А. О. Карелина. В 1903 году арестован и отправлен в Холмогоры, где познакомился с методами художественной обработки дерева. Затем, по рекомендации Горького, хотя и с перерывами, 4 года обучался в рисовальной школе Л. Е. Дмитриева-Кавказского в Санкт-Петербурге.
В этой же школе несколькими годами ранее учился основатель нижегородского художественного училища А. В. Куприн.

### Создание школы ХОД
В июне 1916 года Матвеев отправляется в г. Семёнов, куда его направил Д. В. Сироткин. Там он создаёт школу художественной обработки дерева (ХОД).

### Создание музея
В 1934 году в Семёнове был создан музей кустарно-художественных промыслов. Его организатор — Георгий Петрович — длительное время собирал и хранил уникальные хохломские произведения народных умельцев, которые стали первыми экспонатами музея. И сегодня они бережно хранятся в Семёновском историко-художественном музее, который отобрал на свои стенды лучшие изделия местных мастеров прошлых и нынешних времён.

## Память о Матвееве

Памятник Г. П. Матвееву в городе Семёнове

В Семёнове в память Матвеева в 1991 году установлен бюст работы скульптора Анатолия Бичукова, а одна из центральных улиц города носит его имя.